# Uralsvyazinform
Uralsvyazinform est une entreprise russe qui fait partie de l'indice RTS.